# 현해탄은 알고 있다 (드라마)
《현해탄은 알고 있다》(玄海灘－)는 한운사(韓雲史) 작, 문수경(文秀京) 연출로서 1960년 8월부터 1961년 1월까지 KBS에서 방송된 일요연속극이다.

## 내용
서울의 명문 집안 출신인 주인공 아로운은 그의 학우(學友)들과 함께 학병으로 끌려 간다. 부민관(府民館) 폭탄사건에 관련되었다는 사실은 일본 군대 안에서까지 아로운에게 협박을 더해 주었다. 가뜩이나 내성적인 인텔리 청년인 아로운은 짐승들의 세계보다도 조잡하고 난폭한 내무반 생활을 견디기가 어려웠다. 그러한 아로운에게 대범하고도 행동형 성격의 리노이에라는 친구의 위로와 격려가 큰 힘이 되어 준다. 절망적인 태평양전쟁을 강행하는 당시의 군국주의 일본, 그 패망의 징조는 사방에서 차차 드러나고 있었다. 민간에서의 식량사정이 심각했고, 그러한 일본 국토는 미국군의 폭격에 더욱 시들어가고 있었다. 아로운을 사랑하는 히데코, 그녀는 일본인이다. 막다른 전국(戰局)과 어머니의 반대도 아랑곳없이 아로운에 대한 그녀의 사랑은 뜨겁게 타오르기만 한다. 그녀의 민족을 초월한 티 없는 사랑에 아로운은 은수(恩讐)를 초월한 애정을 알게 된다. 비록 물 한 그릇 떠놓고 어머니의 축복 속에 올리는 결혼식이었으나 그들은 행복했다.
군대 내무반에서 아로운이 받는 차별과 고통은 날로 심해갔다. 일본인 동료병까지도 아로운을 동정하고 나설 정도였다. 도망을 계획했으나 감시의 눈길은 살벌했다. 폭격을 틈탄 탈출에 성공했다가도 끈질긴 추적을 벗어나지 못하고 붙들리기가 일쑤였다. 대학 때의 은사가 그를 옹호하다가 난처해지기도 한다. 그러한 남편 아로운을 따르고 섬기는 히데코의 헌신은 눈물겹도록 지성스러웠다. 무서운 폭격 끝에 드디어 일본이 항복하는 날 아로운과 히데코는 풀려난 기쁨에 흐느낀다.

## 감상
일제 말기 학병으로 끌려가서 이민족(異民族)의 전쟁에 억울한 희생을 당한 우리 청년들의 이야기를 작자의 체험을 살린 리얼한 감각으로 재생한 작품으로, 나중에 영화화해서도 크게 호평을 받았고 소설 형태로 출판되기까지 했다. 민족간의 반목(反目)을 초월한 절절한 사랑의 이야기를 곁들임으로써 우리 민족이 간직한 슬픈 세월을 증언하는 이 드라마는 호전적(好戰的) 제국주의의 죄악성을 고발하는 데 성공하였을 뿐 아니라 젊은 남녀의 티없고도 애절한 사랑을 부각하는 데도 성공했다.